# Zhangjiagang Sports Center
Das Zhangjiagang Sports Center Gym ist eine Mehrzweckhalle in Zhangjiagang.
Die Halle bietet 3750 Zuschauern Platz.
Das Zhangjiagang Sports Center Gym war Austragungsort der Canada Vs. China Women’s Basketball Challenge 2008, des National Table Tennis Championship 2008 und der International Women’s Handball Classic 2009. Es ist einer der Austragungsorte der Handball-Weltmeisterschaft der Frauen 2009.